# Xystrota
Xystrota är ett släkte av fjärilar. Xystrota ingår i familjen mätare.

## Dottertaxa tillXystrota, i alfabetisk ordning[1]
- Xystrota adela
- Xystrota adita
- Xystrota admirabilis
- Xystrota angulata
- Xystrota aphilotima
- Xystrota bimaculata
- Xystrota brasiliana
- Xystrota cazeca
- Xystrota davisi
- Xystrota delila
- Xystrota domarita
- Xystrota erythrata
- Xystrota exaeta
- Xystrota fasciata
- Xystrota ferruminaria
- Xystrota flexifascia
- Xystrota fumata
- Xystrota fusaria
- Xystrota grays
- Xystrota griseocostata
- Xystrota intamiataria
- Xystrota leda
- Xystrota noctuata
- Xystrota oblinataria
- Xystrota oslinaria
- Xystrota phakellurata
- Xystrota praepeditaria
- Xystrota psecasta
- Xystrota pulida
- Xystrota roseicosta
- Xystrota rubromarginaria
- Xystrota rubromarginata
- Xystrota scintillans
- Xystrota semisgnata
- Xystrota suavata
- Xystrota tumidaria
- Xystrota versicolor
- Xystrota virgota
- Xystrota vitticostata
- Xystrota volucrata